# Національний парк королеви Єлизавети
Національний парк королеви Єлизавети (англ. Queen Elizabeth National Park) в Західному регіоні Уганди.

## Розташування
Національний парк охоплює округи Касесе, Камвенге, Рубірізі та Рукунгірі. До парку приблизно 400 км автомобільною дорогою на південний захід від Кампали — столиці та найбільшого міста країни. Місто Касесе знаходиться за межами північно-східного краю парку, тоді як місто Рубірізі знаходиться за межами південно-східних кордонів парку. Парк включає ліс Марамагамбо та межує з мисливськими угіддями (англ. Game Reserve) Кігезі та Кямбура, національним парком Кібале в Уганді та національним парком Вірунга в Демократичній республіці Конго.

## Історія
Парк заснований 1952 року як Національний парк Казінга. 1954 року він був перейменований на честь візиту королеви Єлизавети II.

## Огляд

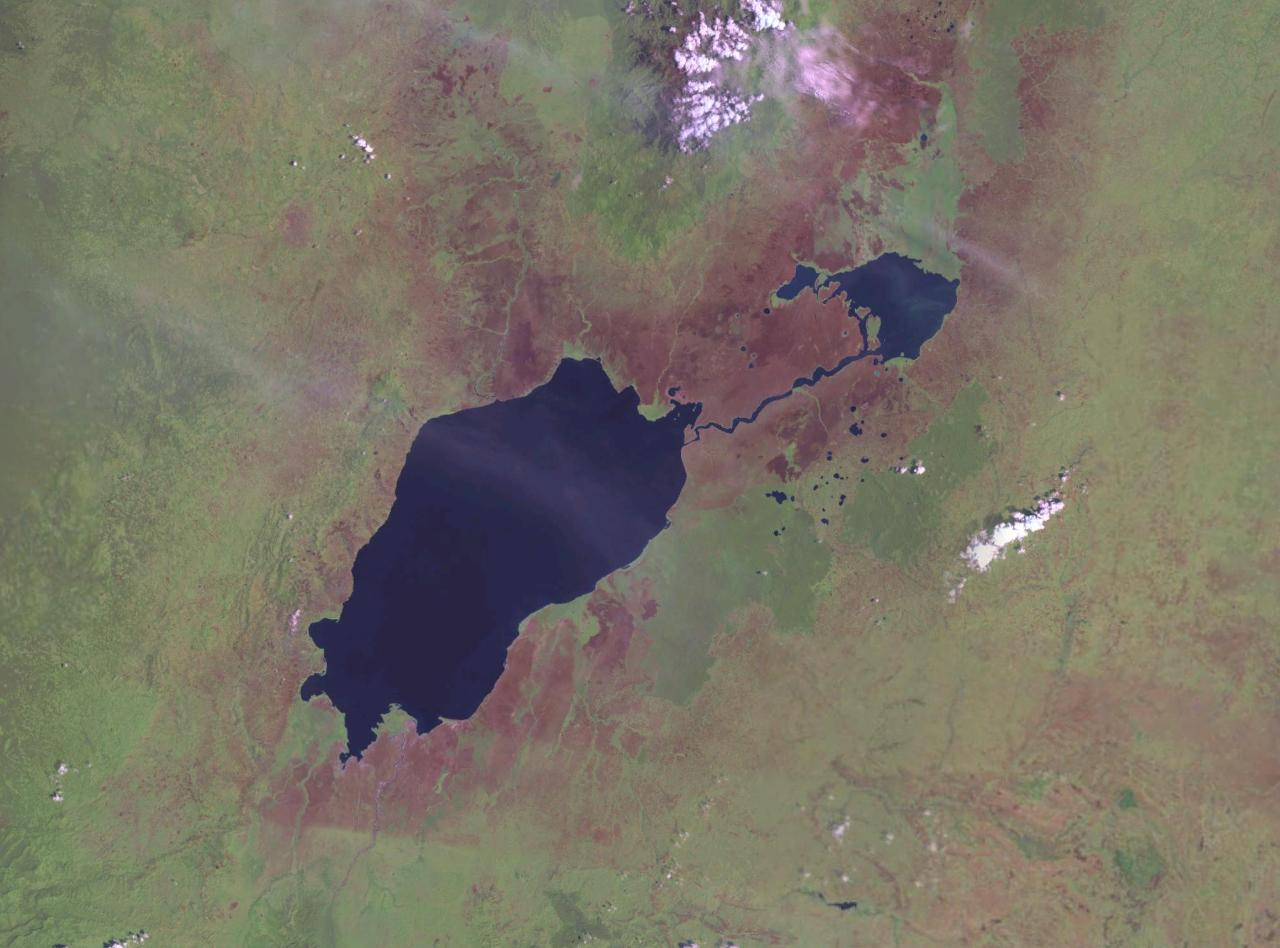
Озера Едвард (більше) та Джордж (менше), з'єднані каналом Казінга.

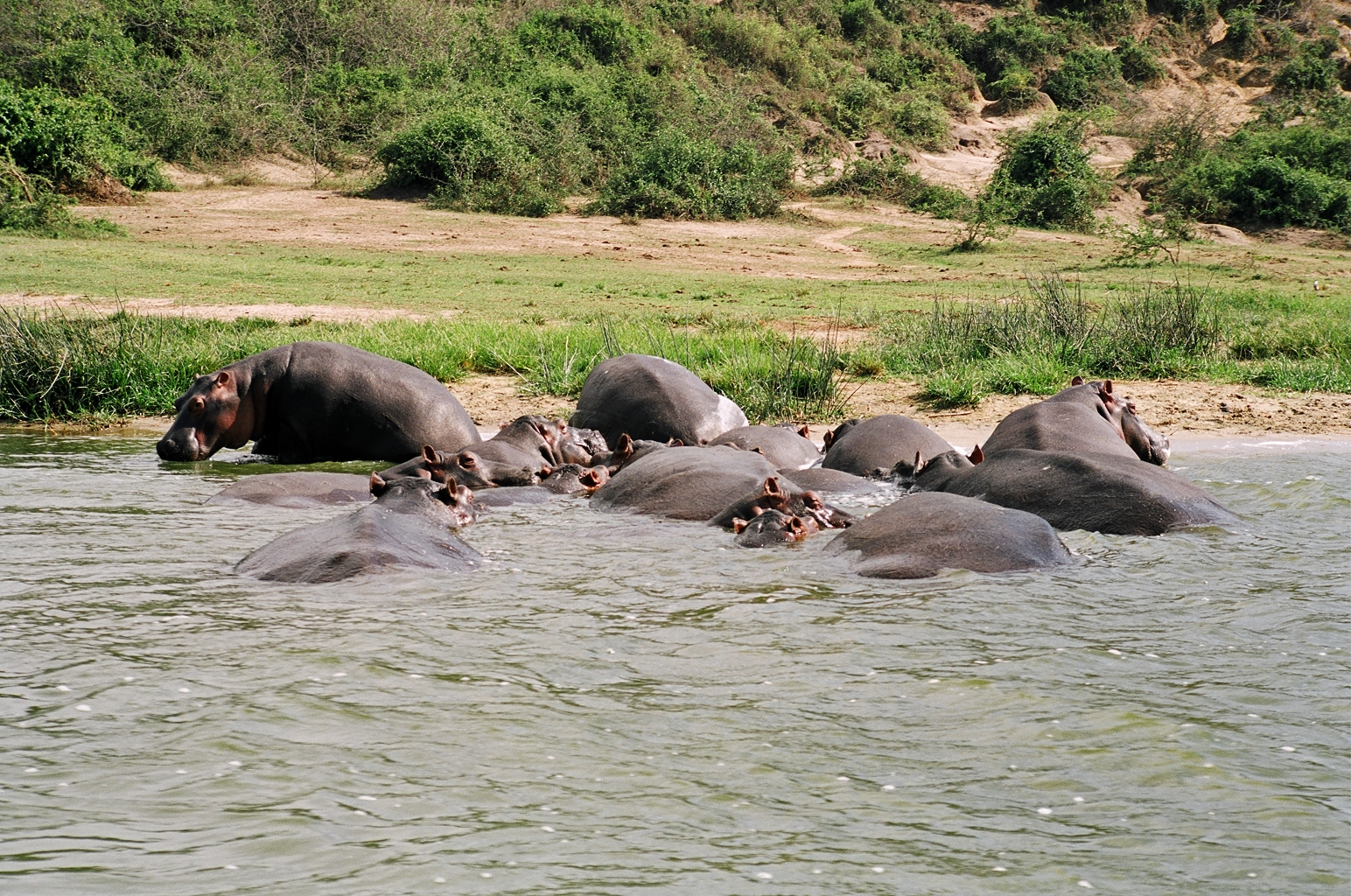
Бегемоти в каналі Казінга.

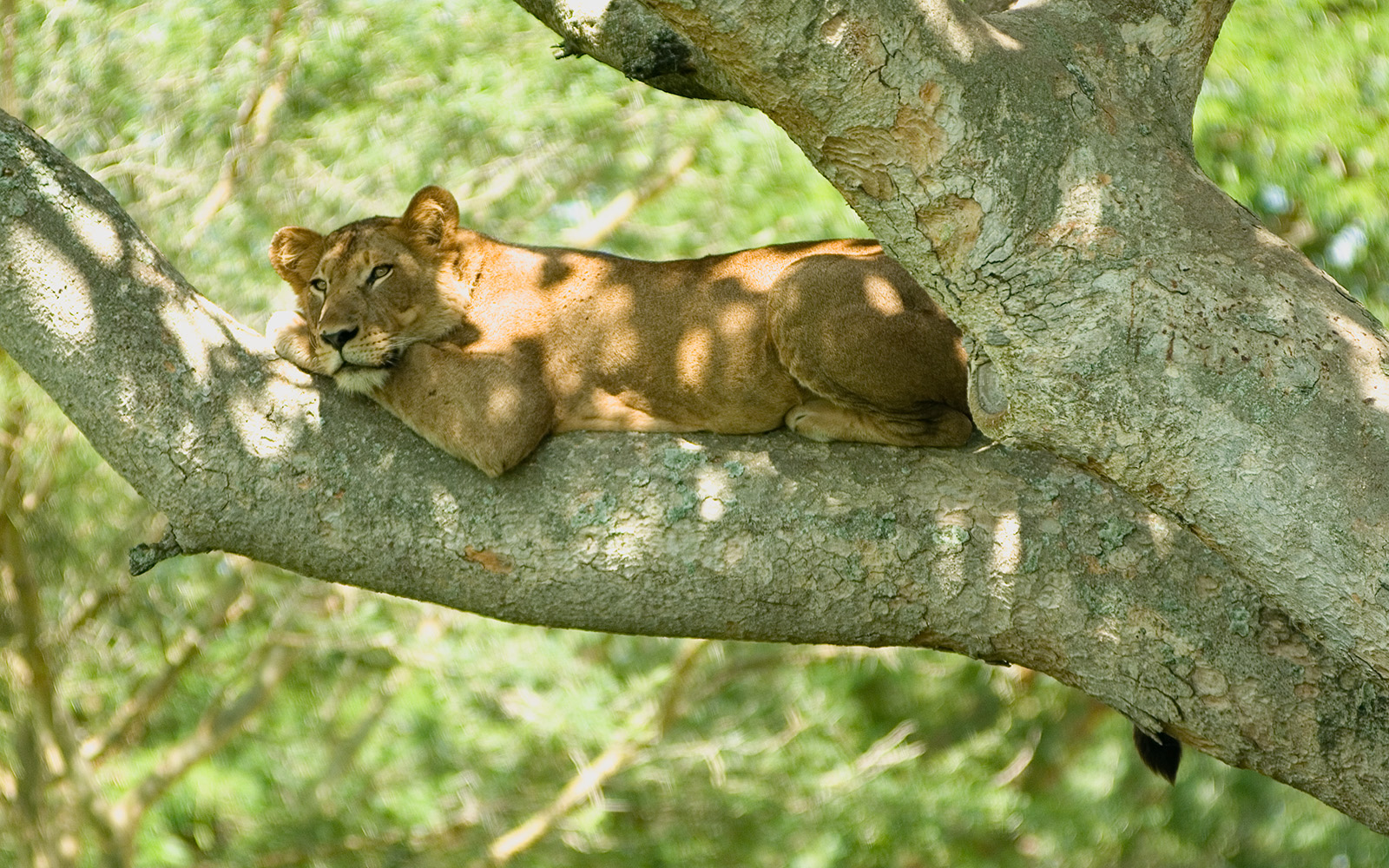
Левиця в секторі Ішаша.

Національний парк королеви Єлизавети займає площу 1978 км² та простягається від озера Джордж на північному сході до озера Едвард на південному заході і включає канал Казінга, що з'єднує два озера.  
Національний парк королеви Єлизавети відомий своєю дикою природою. Тут можна зустріти 95 видів ссавців, зокрема африканських буйволів, угандських коб, бегемотів звичайних, великих лісових кабанів, африканських бородавочників, нільських крокодилів, саванних слонів, африканських пардусів, левів, звичайних шимпанзе тощо та понад 500 видів птахів. Район навколо Ішаші в окрузі Рукунгірі відомий своїми лазаючими по деревах левами, самці яких мають унікальні чорні гриви.
2015 року браконьєри вбили в парку шість слонів, викликавши гнів і розчарування в угандській громаді, що переймається охороною природи.
Національний парк королеви Єлизавети разом із сусіднім національним парком Вірунга є осередком охорони левів. Територія потенційно вважається оплотом левів у Центральній Африці, при умові що браконьєрство стримується, а види здобичі відновлюються.

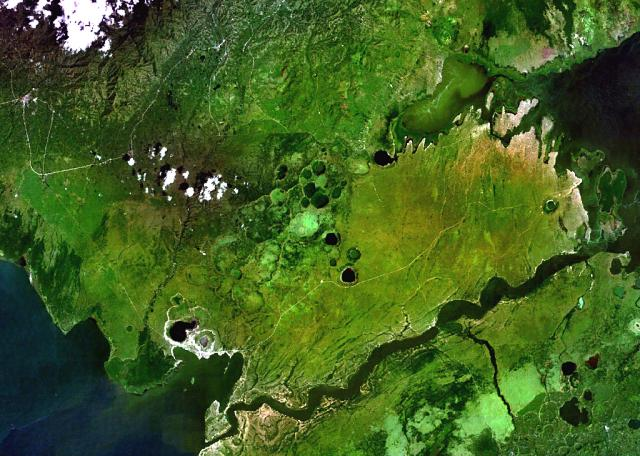
Супутникове зображення NASA вулканічного поля Катве-Кікоронго.

Парк також відомий своїми вулканічними особливостями, зокрема вулканічними конусами та глибокими кратерами, багато з яких з кратерними озерами. Наприклад, кратери Катве, з яких видобувається сіль.
Послуги в парку включають телецентр, керований неприбутковою організацією «Охорона природи через громадське здоров'я» та напівавтономною урядовою агенцією «Управа дикої природи Уганди», сусідній з Павільйоном Королеви (англ. Queen's Pavilion), паркові будинки, мальовничі старти автомобілів і катерів.

## Співпраця
Національний парк королеви Єлизавети та Загальнодержавний парк королеви Єлизавети в Англії поєднані в проект «культурного обміну, взаємодопомоги, який має головним акцентом підтримку природоохоронної діяльності шляхом тісної співпраці з місцевими громадами та розширення ними можливостей».